# Alexandra (Sängerin)/Diskografie
Diese Diskografie ist eine Übersicht über die musikalischen Werke der deutschen Chanson- und Schlagersängerin Alexandra. Ihre erfolgreichste Veröffentlichung ist die Kompilation Stimme der Sehnsucht – Die Alexandra Story mit über 250.000 verkauften Einheiten.

## Alben

### Studioalben
| Jahr | Titel                                          | Höchstplatzierung, Gesamtwochen, AuszeichnungChartsChartplatzierungen (Jahr, Titel, Platzierungen, Wochen, Auszeichnungen, Anmerkungen) | Anmerkungen                                               |
| Jahr | Titel                                          | DE | Anmerkungen                                               |
| ---- | ---------------------------------------------- | --- | --------------------------------------------------------- |
| 1967 | Premiere mit Alexandra                         | DE20 (12 Wo.)DE | Erstveröffentlichung: 6. Juni 1967                        |
| 1968 | Alexandra auch bekannt als: Träume…Illusionen… | DE19 (20 Wo.)DE | Erstveröffentlichung: 5. Dezember 1968 Verkäufe: + 12.000 |

### Kompilationen
| Jahr | Titel                                      | Höchstplatzierung, Gesamtwochen, AuszeichnungChartsChartplatzierungen (Jahr, Titel, Platzierungen, Wochen, Auszeichnungen, Anmerkungen) | Anmerkungen                              |
| Jahr | Titel                                      | DE | Anmerkungen                              |
| ---- | ------------------------------------------ | --- | ---------------------------------------- |
| 1969 | Sehnsucht – Ein Portrait in Musik          | DE2 (44 Wo.)DE | Erstveröffentlichung: 15. April 1969     |
| 1969 | Ihre großen Erfolge                        | DE14 (20 Wo.)DE | Erstveröffentlichung: September 1969     |
| 1970 | Unvergessen                                | DE35 (4 Wo.)DE | Erstveröffentlichung: 29. November 1970  |
| 1977 | Das war Alexandra - 20 unvergessene Lieder | DE50 (2 Wo.)DE | Erstveröffentlichung: 13. September 1977 |
| 1980 | Star + Stimme                              | DE6 (10 Wo.)DE | Erstveröffentlichung: 1. Dezember 1980   |
| 2009 | Die Stimme der Sehnsucht                   | DE59 (2 Wo.)DE | Erstveröffentlichung: 17. Juli 2009      |

Weitere Kompilationen
- 1968: We Present: Alexandra – Vicky – Paul Mauriat (mit Vicky Leandros & Paul Mauriat)
- 1972: Stimme der Sehnsucht – Die Alexandra Story (Verkäufe: + 250.000, DE: Gold)
- 1976: Stars für Millionen
- 1981: Motive
- 1985: Mein Freund, der Baum
- 1987: Ein musikalisches Portrait
- 1988: Das große deutsche Schlager-Archiv (mit Peter Alexander)
- 1993: Star Gold – Die großen Erfolge
- 1994: Meisterstücke
- 1995: Zigeunerjunge
- 1999: Die Legende einer Sängerin
- 2000: Sehnsucht
- 2001: Ihre größten Erfolge
- 2004: Die ultimative Hit-Collection
- 2007: Star Edition
- 2008: Schlagerjuwelen – Ihre großen Erfolge
- 2008: Das Lied der Taiga
- 2012: Glanzlichter

### EPs
- 1968: Tzigane (VÖ in Frankreich)
- 1969: Erstes Morgenrot
- 1969: Auf dem Wege nach Odessa
- 1969: Aktuelle Hits (Dorthe / Alexandra / Vicky / Manfred Mann)
- 1969: Alexandra (VÖ in Frankreich)
- 1976: Star für Millionen
- 1981: Amiga-Quartett: Alexandra

## Singles
| Jahr | Titel Album                                                                          | Höchstplatzierung, Gesamtwochen, AuszeichnungChartsChartplatzierungen (Jahr, Titel, Album, Platzierungen, Wochen, Auszeichnungen, Anmerkungen) | Anmerkungen                                            |
| Jahr | Titel Album                                                                          | DE | Anmerkungen                                            |
| ---- | ------------------------------------------------------------------------------------ | --- | ------------------------------------------------------ |
| 1967 | Zigeunerjunge / Aus! Premiere mit Alexandra                                          | DE22 (2 Wo.)DE | Erstveröffentlichung: 2. September 1967                |
| 1968 | Sehnsucht (Das Lied der Taiga) / Was ist das Ziel? Sehnsucht – Ein Portrait in Musik | DE12 (22 Wo.)DE | Erstveröffentlichung: 3. März 1968 Verkäufe: + 200.000 |
| 1968 | Illusionen / Auf dem Wege nach Odessa Sehnsucht – Ein Portrait in Musik              | DE38 (2 Wo.)DE | Erstveröffentlichung: 7. Oktober 1968                  |
| 1969 | Erstes Morgenrot / Klingt Musik am Kaukasus Ihre großen Erfolge                      | DE17 (12 Wo.)DE | Erstveröffentlichung: 11. Juli 1969                    |

Weitere Singles

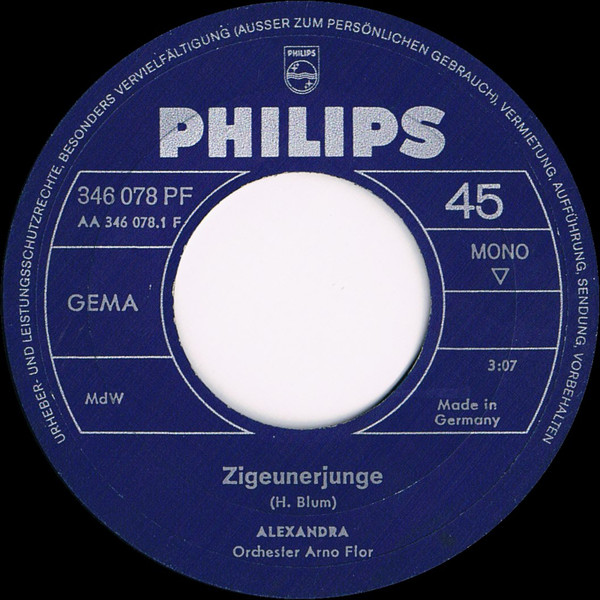
Label zu Zigeunerjunge.

- 1968: La taïga / La faute du monde entier
- 1969: Schwarze Balalaika / Walzer des Sommers
- 1969: Weißt du noch? / Mein Freund, der Baum
- 1969: Grau zieht der Nebel / Der Traum vom Fliegen
- 1969: Das Glück kam zu mir wie ein Traum / Dunkles Wolkenmeer
- 1975: 2 legendäre Dauerhits: Erstes Morgenrot / Illusionen
- 1976: O Duscha, Duscha / Wenn die lila Astern blühen
- 1980: Sehnsucht (Das Lied der Taiga) / Zigeunerjunge
- 1991: Mein Freund, der Baum / Der Traum vom Fliegen
- 2010: Maskenball / Sag mir was du denkst (Verkäufe: 500, limitiert)[3]

## Videoalben
- 2004: Die Legende einer Sängerin
- 2009: Die Stimme der Sehnsucht (Limited-Edition)
- 2012: Die legendären TV-Auftritte

## Autorenbeteiligungen
Liste der Autorenbeteiligungen von Alexandra
| Jahr | Titel                                               | Interpret(en)                                               | Funktion |
| ---- | --------------------------------------------------- | ----------------------------------------------------------- | -------- |
| 1966 | Abend der Rosen / Erev she shonanim                 | Alexandra                                                   | Co-Autor |
| 1967 | Am großen Strom                                     | Alexandra                                                   | Co-Autor |
| 1976 | Das Märchen einer Frühlingsnacht                    | Stephanie Lindbergh                                         | Co-Autor |
| 1968 | Der Traum vom Fliegen                               | Alexandra                                                   | Autor    |
| 1967 | Die anderen waren schuld / La faute du monde entier | Alexandra                                                   | Autor    |
| 1966 | Dunkles Wolkenmeer / Otschi tcherniag               | Alexandra                                                   | Autor    |
| 1966 | El vito                                             | Alexandra                                                   | Co-Autor |
| 1969 | Es war einmal ein Fischer                           | Alexandra                                                   | Autor    |
| 1968 | Grau zieht der Nebel / Tombe la neige               | Alexandra                                                   | Co-Autor |
| 1967 | Ich liebe dich / Ja lubljú tebjá                    | Alexandra                                                   | Co-Autor |
| 1968 | Illusionen / If I Never Sing Another Song           | Alexandra                                                   | Co-Autor |
| 1974 | Illusionen / If I Never Sing Another Song           | Udo Jürgens                                                 | Co-Autor |
| 1976 | Illusionen / If I Never Sing Another Song           | Shirley Bassey                                              | Co-Autor |
| 1977 | Illusionen / If I Never Sing Another Song           | Matt Monro                                                  | Co-Autor |
| 1980 | Illusionen / If I Never Sing Another Song           | Peter Kreuder & Die ORF Bigband                             | Co-Autor |
| 1986 | Illusionen / If I Never Sing Another Song           | René Kollo                                                  | Co-Autor |
| 1989 | Illusionen / If I Never Sing Another Song           | René Froger                                                 | Co-Autor |
| 2004 | Illusionen / If I Never Sing Another Song           | Henry Arland                                                | Co-Autor |
| 2006 | Illusionen / If I Never Sing Another Song           | Stefanie Hertel                                             | Co-Autor |
| 2009 | Illusionen / If I Never Sing Another Song           | Marianne Rosenberg                                          | Co-Autor |
| 1976 | Kinderjahre                                         | Stephanie Lindbergh                                         | Co-Autor |
| 1978 | Kinderjahre                                         | Adamo                                                       | Co-Autor |
| 1969 | Klingt Musik am Kaukasus                            | Alexandra                                                   | Co-Autor |
| 1968 | Mein Freund der Baum                                | Alexandra                                                   | Autor    |
| 1978 | Mein Freund der Baum                                | René Clermont, sein romantisches Klavier und sein Orchester | Autor    |
| 2001 | Mein Freund der Baum                                | Manuela Krause mit Pole                                     | Autor    |
| 2004 | Mein Freund der Baum                                | Joachim Witt                                                | Autor    |
| 2011 | Mein Freund der Baum                                | Jasmin Wagner                                               | Autor    |
| 1968 | Mein Kind, schlaf’ ein                              | Alexandra                                                   | Autor    |
| 1976 | Nur einen Sommer lang                               | Stephanie Lindbergh                                         | Co-Autor |
| 1977 | Nur einen Sommer lang                               | Udo Jürgens                                                 | Co-Autor |
| 1986 | Nur einen Sommer lang                               | René Kollo                                                  | Co-Autor |
| 1967 | Russkaja ziganskaja pessnja                         | Alexandra                                                   | Co-Autor |
| 1968 | Tanz, alter Tanzbär                                 | Alexandra                                                   | Autor    |
| 1969 | The Guns and the Drums                              | Alexandra                                                   | Co-Autor |
| 1968 | Walzer des Sommers                                  | Alexandra                                                   | Co-Autor |
| 1966 | Weiße Akazie / Belaja akazija                       | Alexandra                                                   | Autor    |
| 1968 | Weißt du noch?                                      | Alexandra                                                   | Co-Autor |
| 1966 | Wild ist das Land                                   | Alexandra                                                   | Autor    |
| 1966 | Wind, Wind                                          | Alexandra                                                   | Autor    |

Alexandra als Autorin in den Charts

| Jahr | Titel Interpretation               | Höchstplatzierung, Gesamtwochen, AuszeichnungChartsChartplatzierungen (Jahr, Titel, Interpretation, Platzierungen, Wochen, Auszeichnungen, Anmerkungen) | Anmerkungen                        |
| Jahr | Titel Interpretation               | DE | Anmerkungen                        |
| ---- | ---------------------------------- | --- | ---------------------------------- |
| 1968 | Illusionen Alexandra               | DE38 (2 Wo.)DE | Erstveröffentlichung: Oktober 1968 |
| 1969 | Klingt Musik am Kaukasus Alexandra | DE17 (12 Wo.)DE | Erstveröffentlichung: Juli 1969    |

## Boxsets
- 2008: Illusionen

## Statistik

### Chartauswertung
|                     | DE    |
| ------------------- | ----- |
| Nummer-eins-Alben   | DE—DE |
| Top-10-Alben        | DE2DE |
| Alben in den Charts | DE8DE |

|                       | DE    |
| --------------------- | ----- |
| Nummer-eins-Singles   | DE—DE |
| Top-10-Singles        | DE—DE |
| Singles in den Charts | DE4DE |

### Auszeichnungen für Musikverkäufe
Anmerkung: Auszeichnungen in Ländern aus den Charttabellen bzw. Chartboxen sind in ebendiesen zu finden.
| Land/RegionAuszeichnungen für Musikverkäufe (Land/Region, Auszeichnungen, Verkäufe, Quellen) | Gold  | Platin | Verkäufe | Quellen           |
| -------------------------------------------------------------------------------------------- | ----- | ------ | -------- | ----------------- |
| Deutschland (BVMI)                                                                           | Gold1 | —      | 250.000  | musikindustrie.de |
| Insgesamt                                                                                    | Gold1 | —      |          |                   |